# 108 (số)
108 (một trăm linh tám) là một số tự nhiên ngay sau 107 và ngay trước 109.